# Mapa nieba

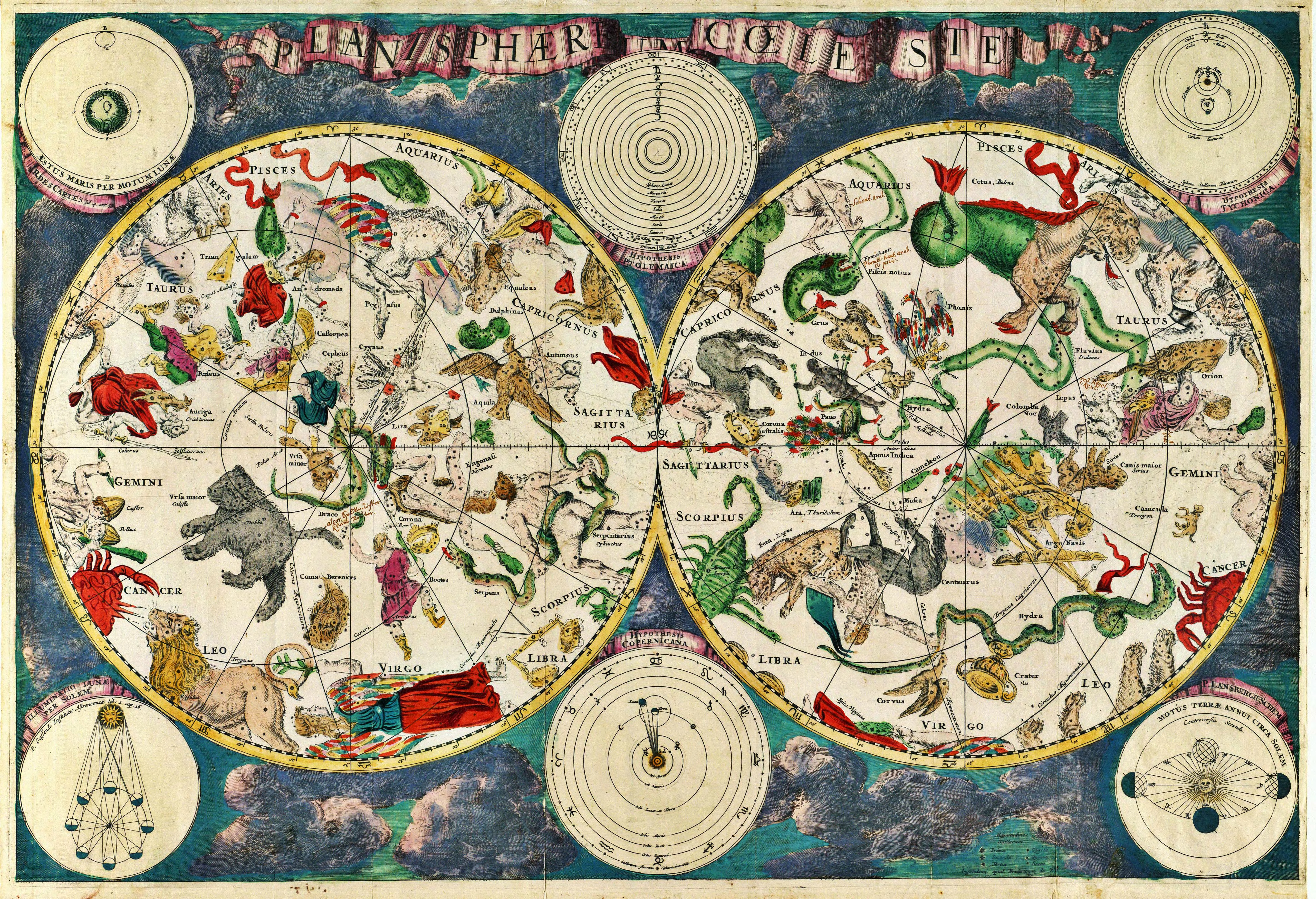
XVII-wieczna mapa nieba, autorstwa holenderskiego kartografa Frederika De Wita

Mapa nieba – przedstawienie na płaszczyźnie gwieździstego nieba, jako widzialnego sklepienia niebieskiego. Siatki odwzorowań kartograficznych służą do określenia współrzędnych astronomicznych ciał niebieskich (deklinacji i rektastencji) w układzie równikowo-południkowym. Skala takich map pokazywana jest w mierze kątowej (np. skala deklinacji 1 stopień = 1,5 mm). Gwiazdy te są przedstawiane znakami kartograficznymi, uzależnionymi od ich jasności. Ponadto sporządza się także fotograficzne "mapy nieba" – montaże zdjęć fotograficznych poszczególnych części nieba na siatce kartograficznej, pozbawione nazw i oznaczeń gwiazd oraz gwiazdozbiorów.
Pierwsze mapy nieba rysowane były ręcznie i zawierały głównie obrazowe przedstawienia gwiazdozbiorów zodiaku. Bardziej nowoczesne mapy w postaci kart zostały upowszechnione w XV wieku w druku. Z tego okresu pierwszą drukowaną mapą nieba była mapa powstała w Niemczech w 1515 roku autorstwa Albrechta Dürera. Została stworzona na dwóch kartach, na których zostały przedstawione dwie półkule – północna i południowa. Z czasem uwzględniano coraz więcej gwiazd oraz gwiazdozbiorów nieba południowego.